# Mistrzostwa Europy w Łucznictwie 1980
7. Mistrzostwa Europy w łucznictwie odbyły się w dniach 26 - 27 lipca 1980 w Compiègne we Francji. 
Polska wywalczyła dwa medale: Alicja Ciskowska była trzecia indywidualnie oraz w drużynie, wraz z Joanną Pawlik i Katarzyną Firan.

## Medaliści

### Strzelanie z łuku klasycznego
| Konkurencja:           | Złoto:                                                       | Srebro:                                                         | Brąz:                                                            |
| indywidualnie kobiet   | Natalja Butuzowa                                             | Olga Rogowa                                                     | Alicja Ciskowska                                                 |
| indywidualnie mężczyzn | Marnix Vervinck                                              | Gert Bjerendal                                                  | Göran Bjerendal                                                  |
| drużynowo kobiet       | ZSRR · Natalja Butuzowa · Olga Rogowa · Ketewan Losaberidze  | Finlandia · Carita Jussila · Päivi Meriluoto · Jutta Vähäoja    | Polska · Alicja Ciskowska · Joanna Pawlik · Katarzyna Firan      |
| drużynowo mężczyzn     | Szwecja · Gert Bjerendal · Göran Bjerendal · Mats Nordlander | ZSRR · Władimir Jeszejew · Władimir Maksimow · Aleksander Aułow | Belgia · Marnix Vervinck · Willi van den Bossche · Sven Mestdagh |

## Klasyfikacja medalowa
| Lp. | Państwo   | Złoto | Srebro | Brąz | Razem |
| 1.  | ZSRR      | 2     | 2      | 0    | 4     |
| 2.  | Szwecja   | 1     | 1      | 1    | 3     |
| 3.  | Belgia    | 1     | 0      | 1    | 2     |
| 4.  | Finlandia | 0     | 1      | 0    | 1     |
| 5.  | Polska    | 0     | 0      | 2    | 2     |